# Du sable plein les dents
Du sable plein les dents est le titre d'un album de bande dessinée de la série Jeremiah, dessiné et écrit par Hermann.

## Synopsis
Jeremiah et Kurdy Malloy se retrouvent avec un problème d'eau dans le désert. Ils rencontrent un homme survivant qui leur explique qu'il fait partie d'une compagnie de transports de fonds. Il a caché de l'argent dans le désert mais il ne peut le retrouver seul. À la suite d'une altercation due au manque d'eau, Kurdy parvient à rétablir le calme en proposant une solution pour régler ce problème d'eau. Ils partent tous à la recherche du capitaine de la compagnie Corey.